# Portonovo
Portonovo (Purtunòvo in anconitano, Purtnòv' in dialetto del Cònero) una contrada del Poggio di Ancona; è un noto centro turistico, balneare ed artistico, affacciato sull'omonima baia.

## Geografia fisica

### Territorio
Portonovo è una contrada della frazione del Poggio di Ancona, facente parte dell'Ottavo consiglio territoriale e parte integrante del parco regionale del Conero. Il suo territorio è accidentato, con vallecole e collinette quasi completamente ricoperte da macchia mediterranea; è dominato dalla massiccia presenza di Monte Conero che con le sue rupi, alte in questo punto circa 400 metri, delimita l'area a sud; a nord invece Portonovo si affaccia sul mare con una bianca spiaggia sassosa con andamento sinuoso e che verso ovest si incurva a formare la baia che ha dato il nome alla località. Nella spiaggia si alternano tratti ghiaiosi e sassosi, con ciottoli calcarei bianchissimi e arrotondati, considerati una delle peculiarità della località. La presenza dei boschi direttamente a contatto con la spiaggia, unitamente ai panorami aperti verso la mole maestosa del Conero, costituiscono una grande attrattiva della zona.

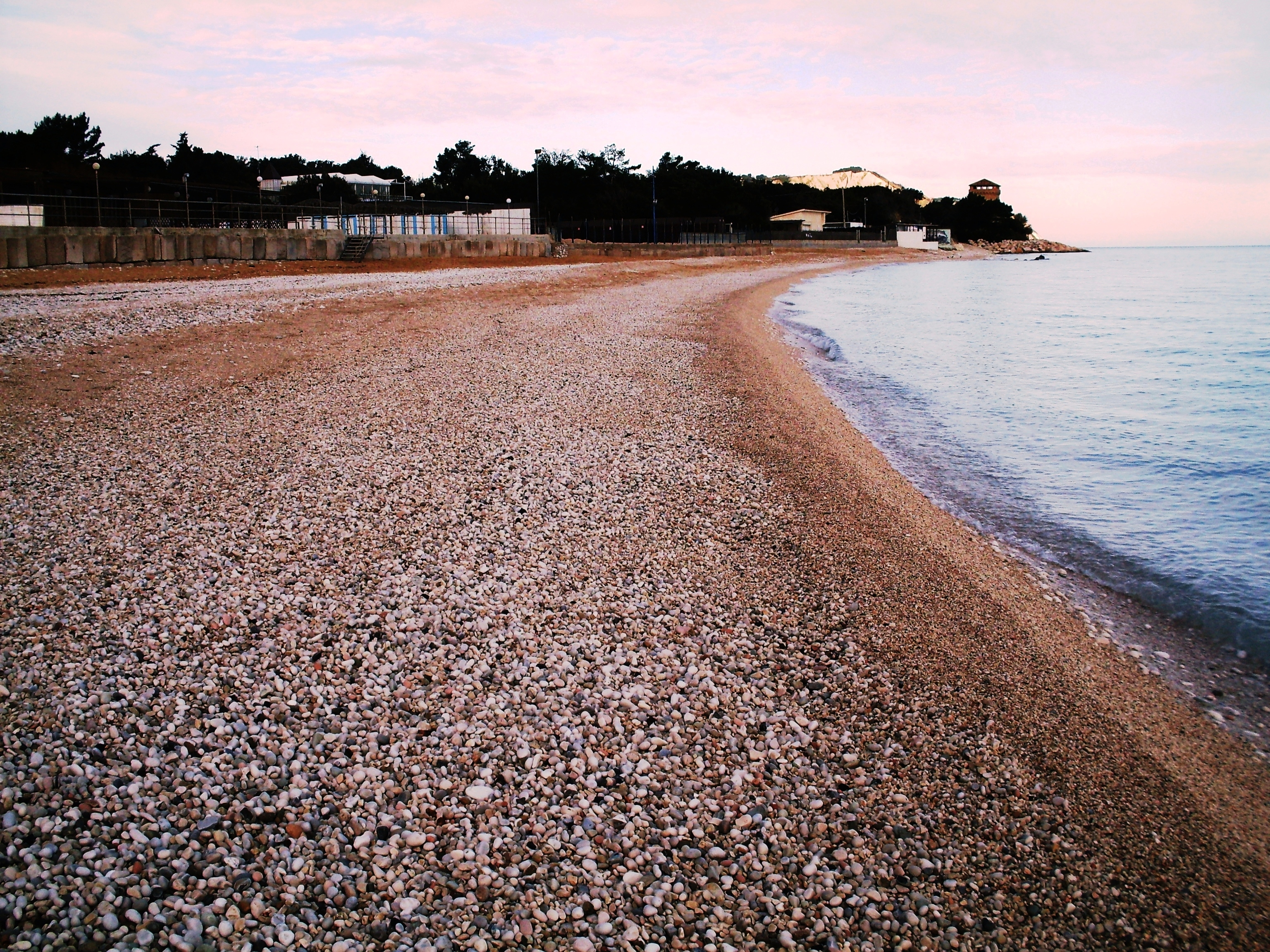
Spiaggia lato Capannina

Portonovo non è un centro abitato: ufficialmente conta un solo abitante. Gli scarsi edifici presenti, non più di una trentina disseminati nel bosco, sono "seconde case" usate perlopiù per passare le vacanze. Nella zona sorgono alberghi, vari ristoranti e numerosi bar, anche a ridosso del mare. A Portonovo si trovano anche due campeggi, il maggiore dei quali, già situato nei pressi della spiaggia, nel 2008 è stato spostato a monte, in posizione panoramica. La chiesa medievale di Santa Maria di Portonovo, la settecentesca Torre di Guardia e il Fortino Napoleonico sono i monumenti che, immersi nella vegetazione, testimoniano un passato ricco di storia.

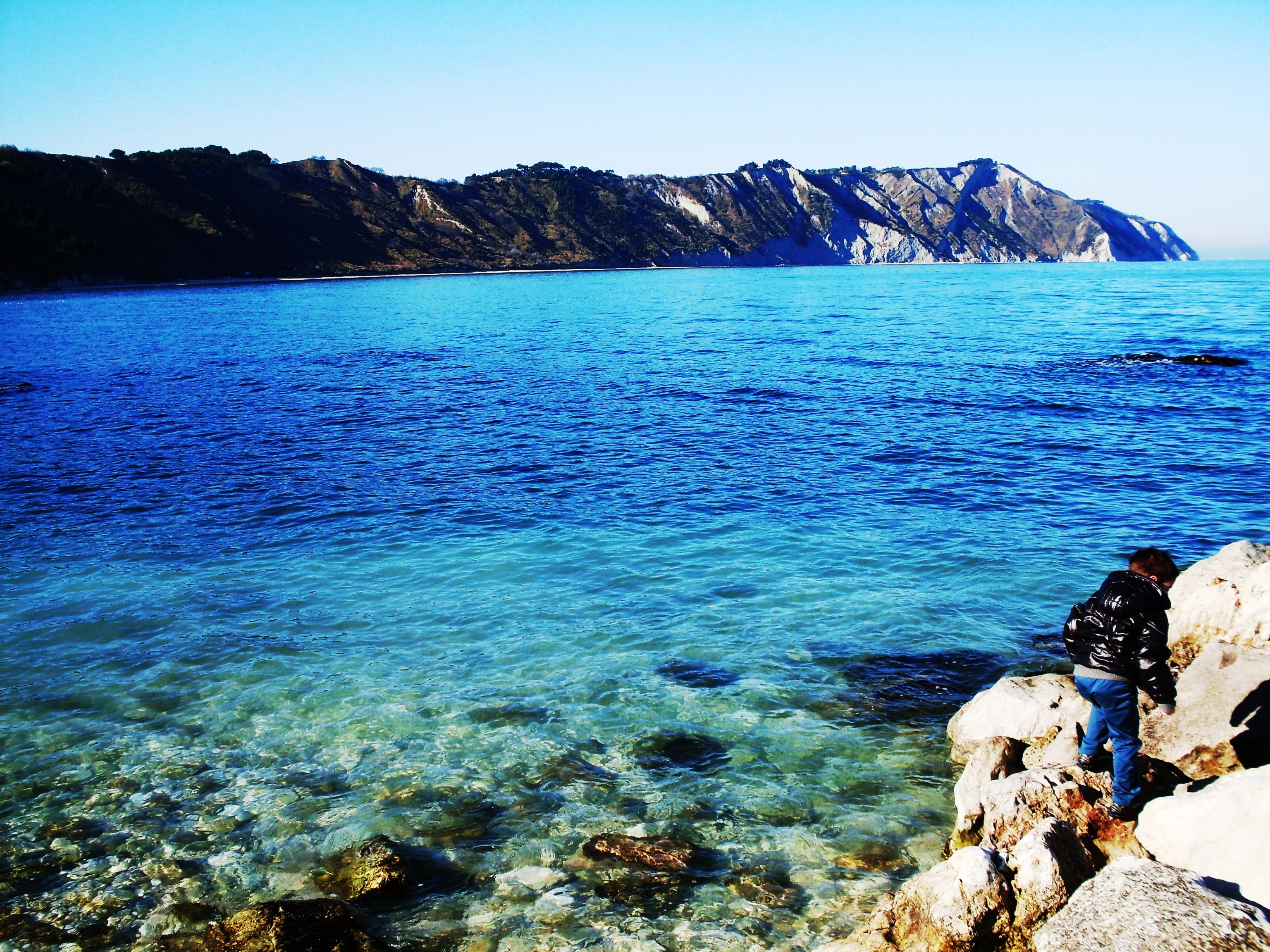
L'azzurro mare di Portonovo (AN)

Portonovo in estate è molto frequentata dagli anconitani e dai turisti, che la raggiungono percorrendo l'unica e ripida strada asfaltata che si stacca dalla provinciale del Conero. La linea 94 di autobus urbani collega Portonovo al centro di Ancona e un servizio navetta gratuita fa la spola con il parcheggio sovrastante situato a ridosso della strada provinciale n° 1 "Del Conero".
La spiaggia di Portonovo ha ottenuto la Bandiera Blu nel 2000 e nel 2002; l'assegnazione è stata poi sospesa per alcuni anni in attesa del collegamento delle fognature. Nel 2010, completati i lavori, ha nuovamente ottenuto la Bandiera blu, confermata anche negli anni successivi.
La parte sud, tra la Torre di Guardia e la chiesa medievale, è una zona favorevole alla pratica di windsurf, grazie al vento quasi sempre presente.
Nella zona occidentale si trova un molo artificiale, che dovrebbe essere utilizzato solo per situazioni di emergenza, e che molti bagnanti usano per tuffarsi nel mare.

### I laghi

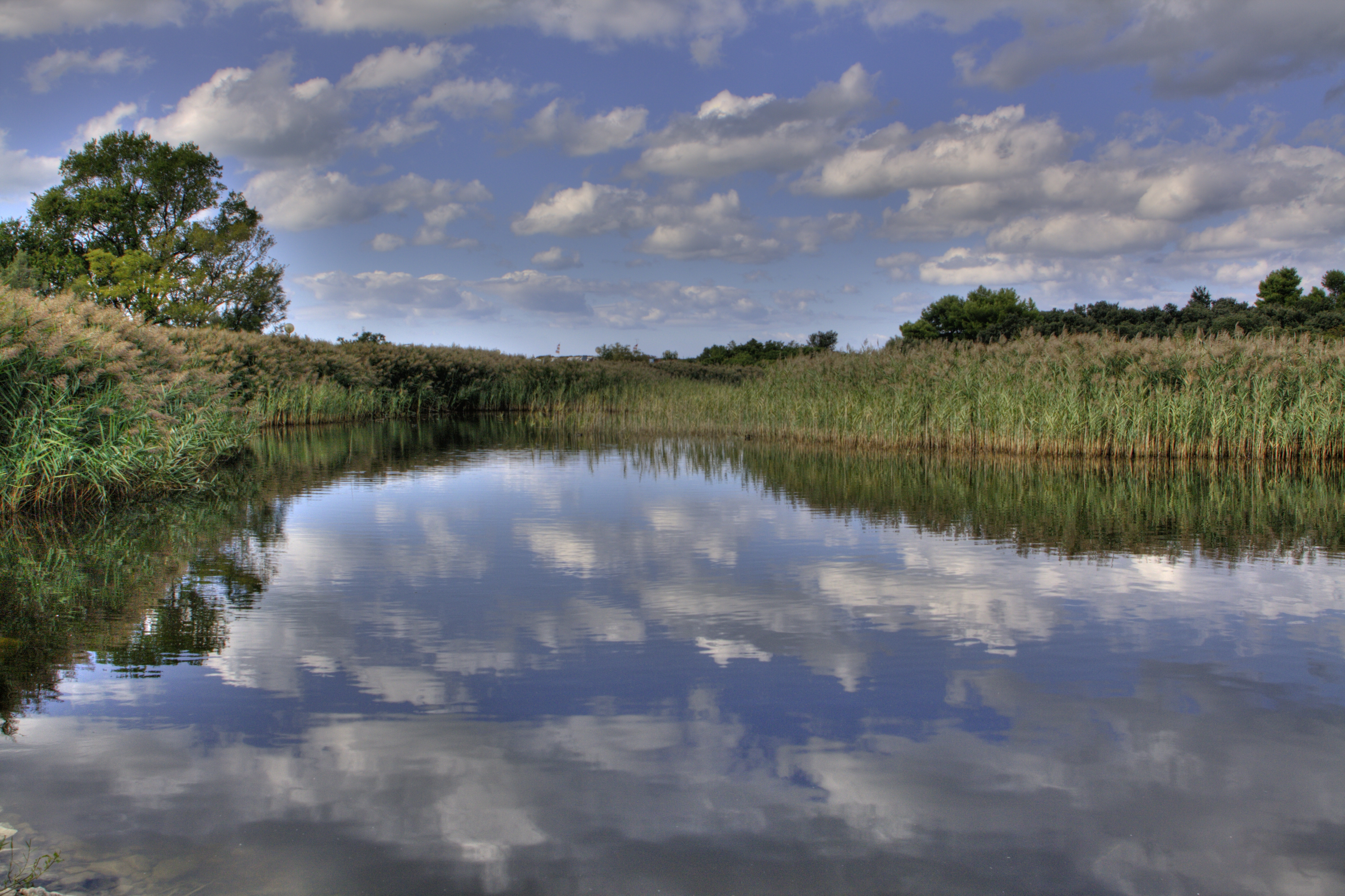
Ancona, Lago Grande di Portonovo

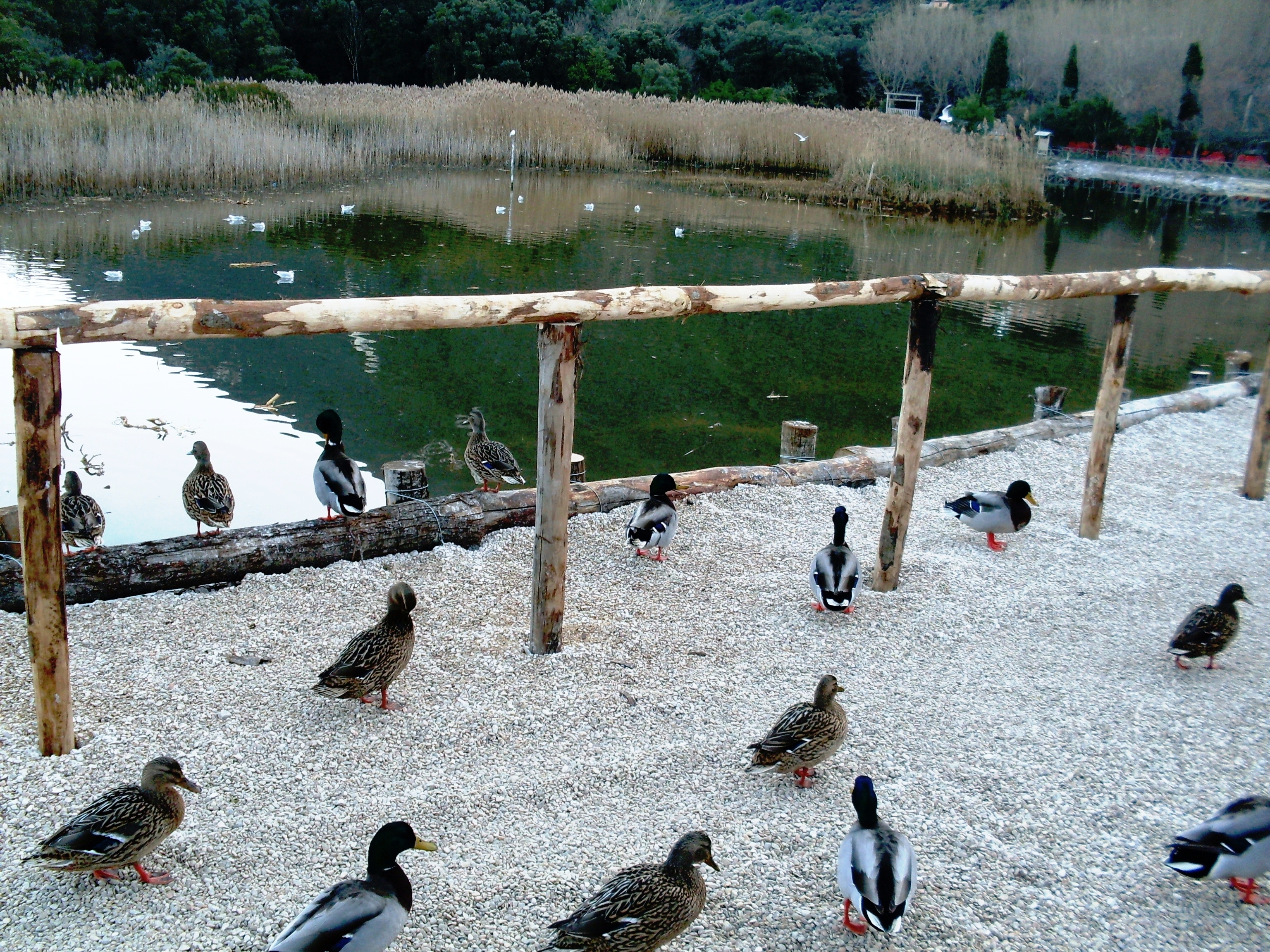
Ancona, Lago Grande di Portonovo

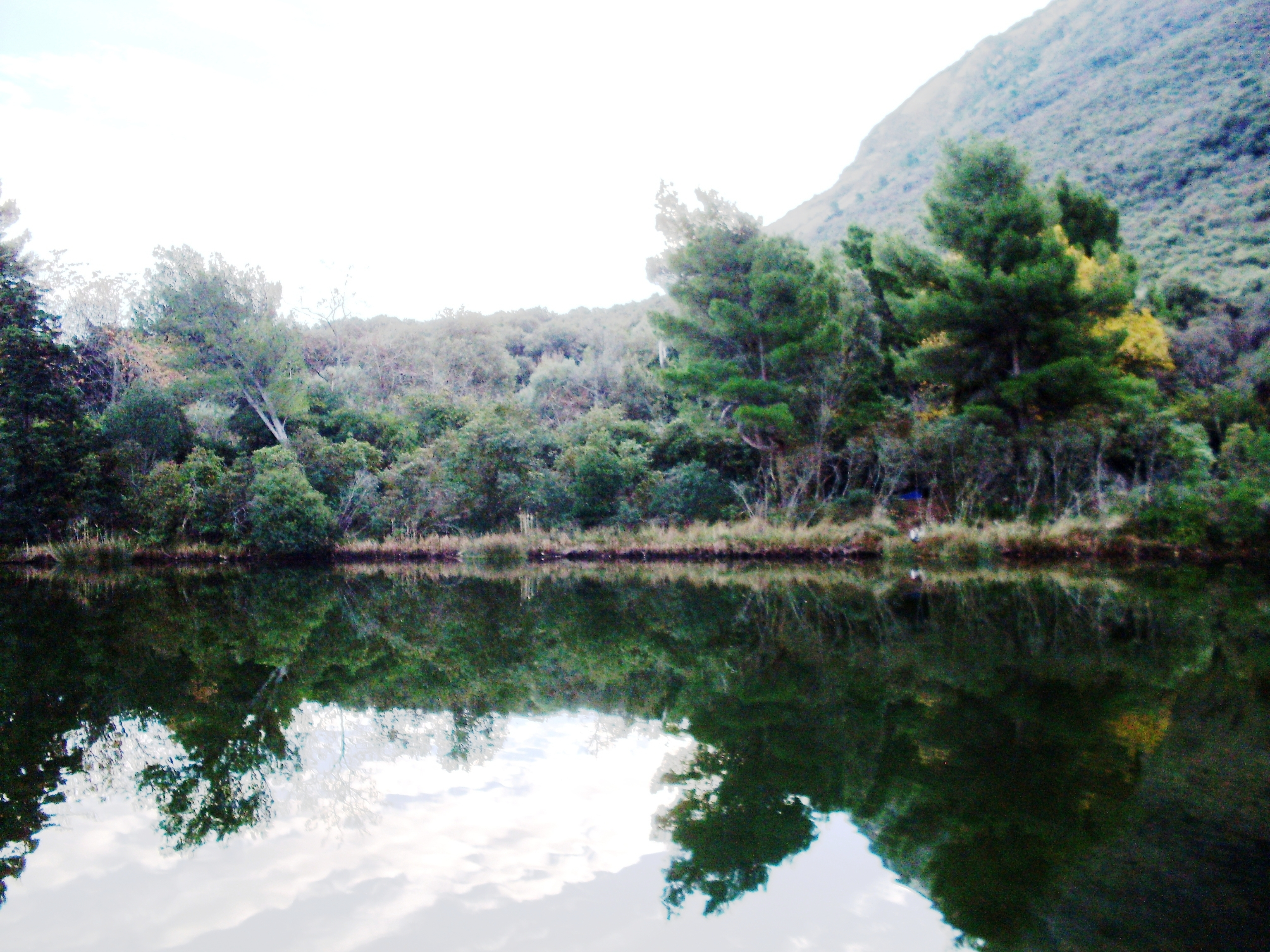
Ancona, Lago Profondo di Portonovo

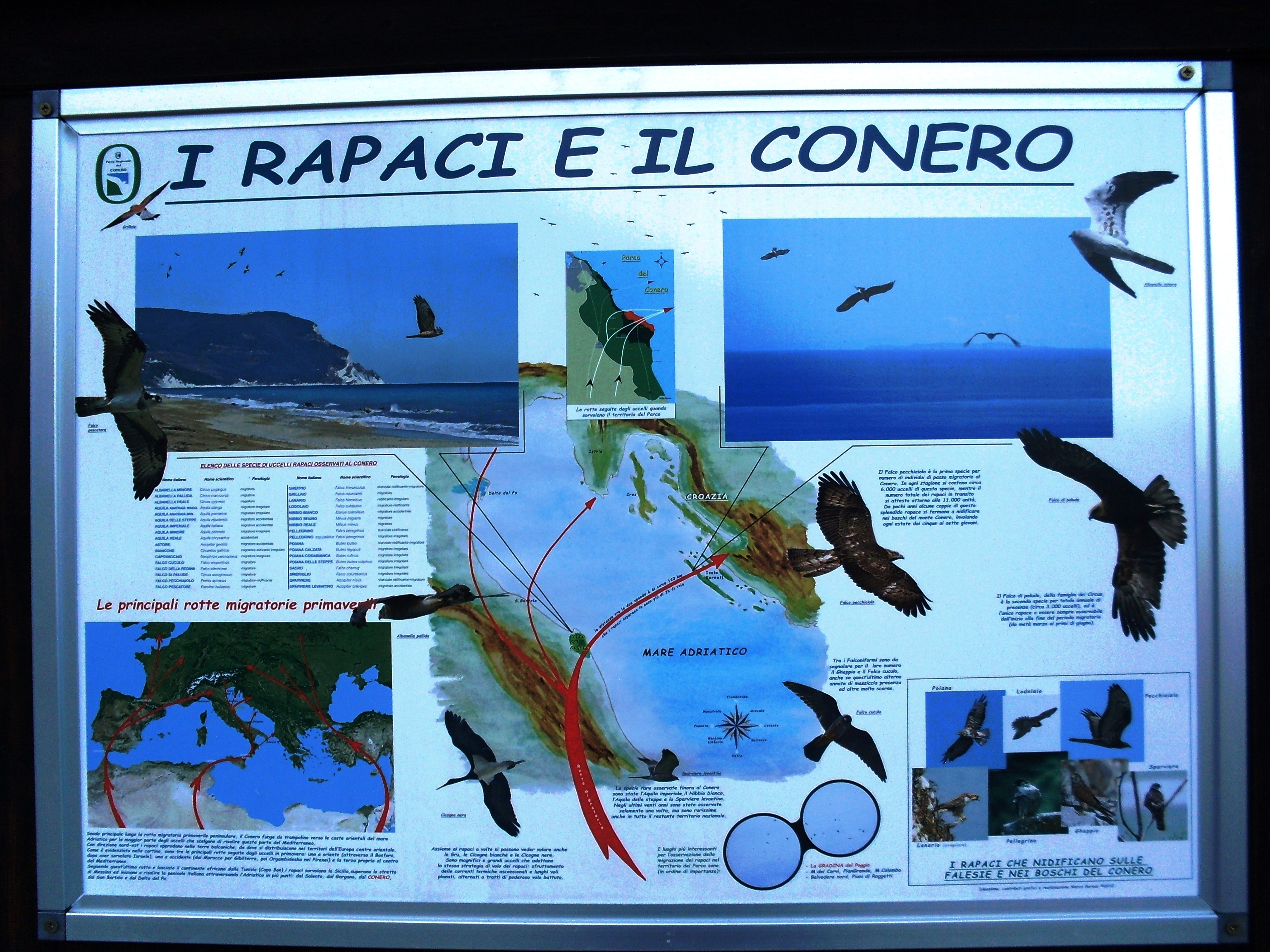
Cartellone illustrante i rapaci del Conero

Molto importanti, dal punto di vista paesaggistico ed ambientale, sono i due piccoli laghi di Portonovo: il Lago Profondo ed il Lago del Calcagno o Lago Grande.
A pochissima distanza dal mare, contengono acqua salmastra, risultante della mescolanza di acqua di mare con acqua dolce. L'acqua marina entra nei laghi durante le mareggiate e infiltrandosi al di sotto della spiaggia; l'acqua dolce proviene invece da sorgenti (nel Lago Grande) o da piccoli immissari temporanei (il torrente Ciriesa, che sfocia nel Lago Profondo).
L'origine dei laghi è collegata alla stessa nascita di Portonovo, che si formò in seguito ad una ciclopica frana staccatasi in epoca preistorica dal sovrastante monte Conero.
La superficie dei laghi di Portonovo è stata purtroppo notevolmente ridotta negli anni cinquanta quando, con un'errata concezione dello sviluppo turistico, si interrarono vaste aree umide per realizzare parcheggi e campeggi (la superficie interrata supera il 50%).
La stessa Fonte di Portonovo, che alimentava con le sue acque il Lago Grande e nel passato costituiva una delle attrattive della zona, è stata negli stessi anni distrutta per far posto a strutture turistiche.
Oggi il Parco del Conero ha elaborato vari piani di recupero naturalistico dei laghi.
Nell'intento di permettere al Lago Grande l'espansione nella zona originariamente occupata, si è già provveduto allo spostamento di un campeggio in area più a monte.
Nonostante tutto, i laghi di Portonovo ancor oggi costituiscono un habitat di notevole interesse naturalistico; per quanto riguarda la fauna si ricorda la presenza della gallinella d'acqua, del martin pescatore, del germano reale e della folaga, mentre per la flora, si segnalano la canna di palude, il falasco ed il giunco.

### Dintorni
Sia a nord sia a sud di Portonovo la costa è alta e rocciosa, costellata di piccole spiagge e scogliere naturali, raggiungibili camminando lungo la costa, o con la barca, o percorrendo ripidi sentieri. Se ne dà di seguito un elenco, senza citare però le varie spiagge urbane di Ancona e di Sirolo.
Spiagge a nord di Portonovo:

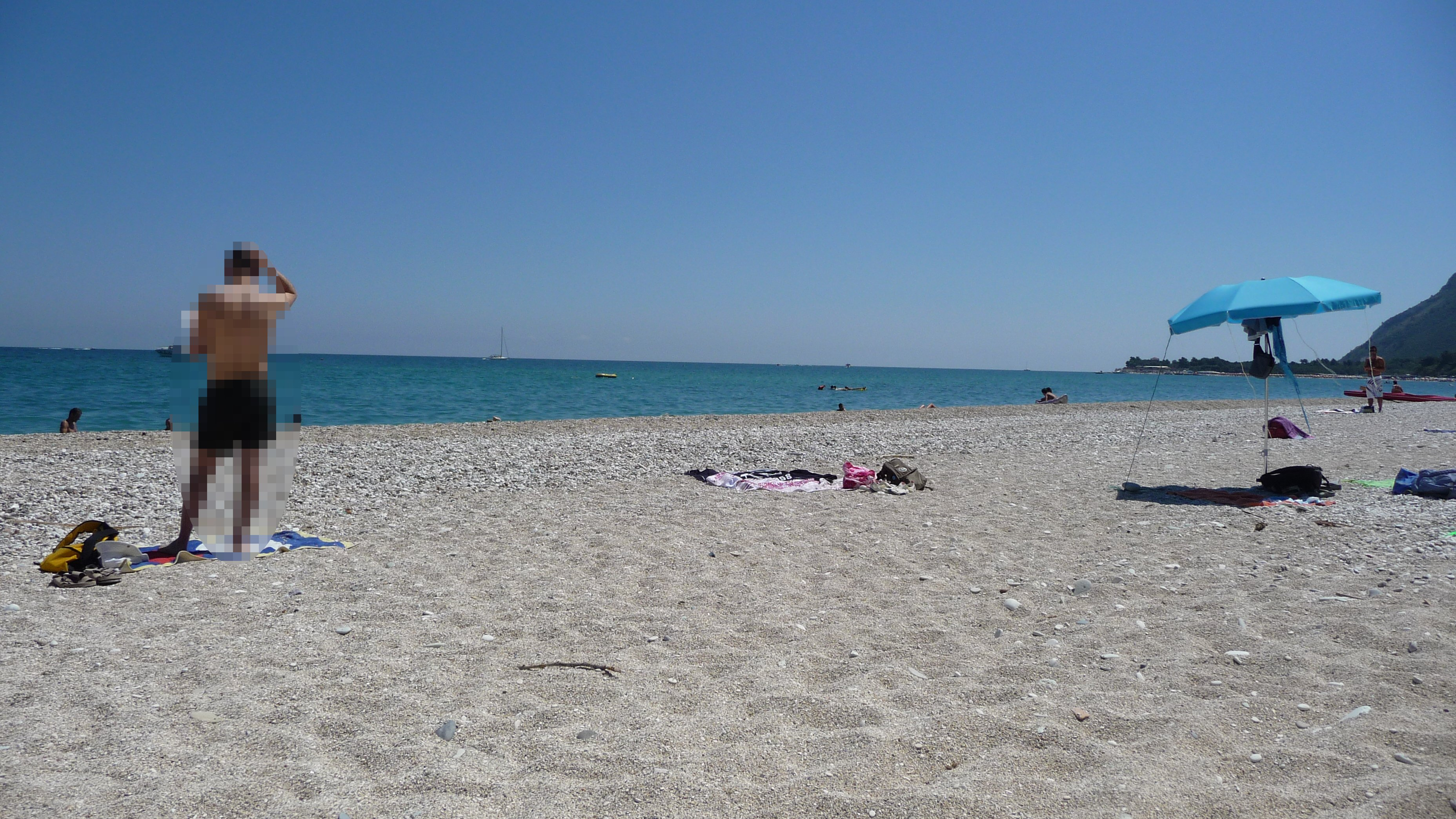
Ancona, la spiaggia di Mezzavalle

- Spiaggia di Mezzavalle. Portonovo confina a nord con la spiaggia di Mezzavalle, lunga spiaggia libera che si può raggiungere solo facendo un breve tratto a nuoto oppure, dalla strada provinciale, percorrendo due sentieri pedonali, non lunghi ma abbastanza ripidi in alcuni tratti; Mezzavalle è frequentata da chi apprezza la sua elevata naturalità.

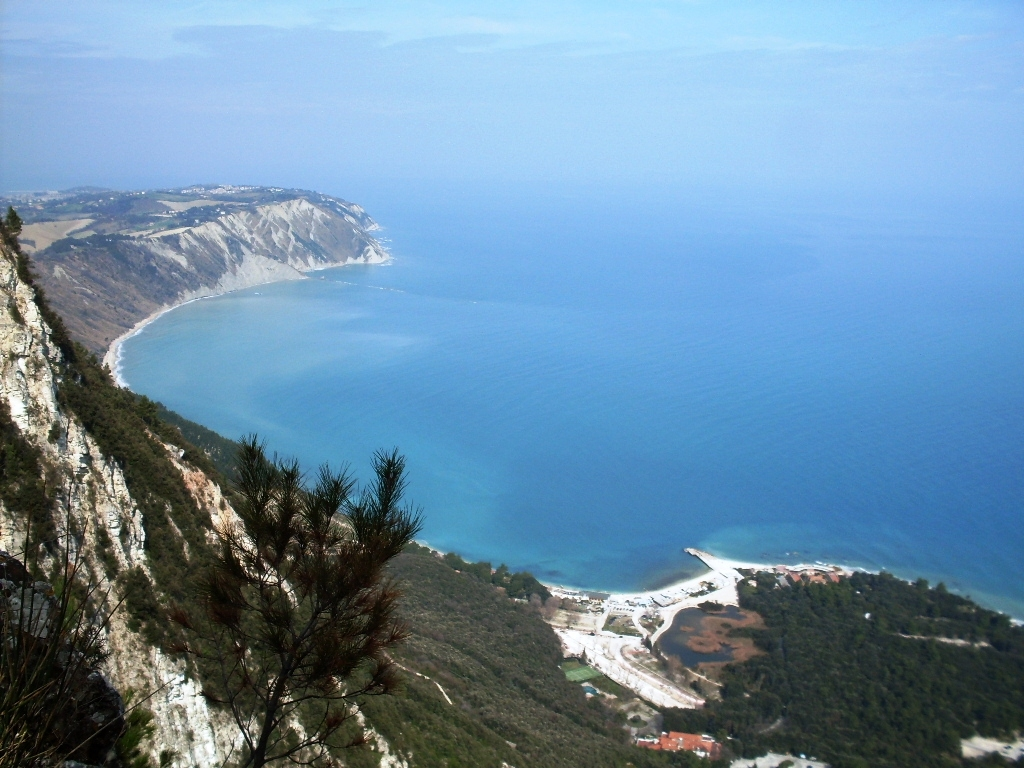
Portonovo e lo scoglio del Trave (in lontananza)

- Spiaggia del Trave. Situata a nord di Mezzavalle, prende il nome dal Trave, un lungo scoglio naturale che si estende, a pelo d'acqua, per circa un chilometro verso il largo. Sopra di esso si trovava una costruzione abbandonata chiamata "Casotto Fattorini", costruita nei primi anni '50 dall'anconetano Raffaele Fattorini per essere utilizzata come postazione fissa per la pesca[4], e demolita nel gennaio 2020[5]. Come su tutti gli scogli della Riviera del Conero, al Trave i moscioli (nome locale dei mitili), crescono in modo naturale; la loro pesca è rigidamente regolata.[6] Non ha servizi né strutture turistiche.
- Spiagge dei Campani, della Vedova, della Vena, scogliera dei Draghetti, spiaggia del Campo di Mare, scogli del Cavallo, spiaggia della Scalaccia, degli Scogli Lunghi, della Fonte. Questi tratti di costa sono raggiungibili da terra percorrendo impervi e panoramici sentieri detti localmente stradelli. Non hanno servizi né strutture turistiche. Ciò li rende adatti solo a coloro che amano frequentare zone di elevata naturalità[7]. Alcuni di essi sono caratterizzati dalla presenza di grotte di pescatori scavate alla base delle rupi[7].

Spiagge a sud di Portonovo. Sotto le rupi di Monte Conero si estendono tratti di costa a picco, tratti di scogli e varie spiagge libere, raggiungibili camminando lungo la costa e, a volte, effettuando dei tratti a nuoto.
- Spiaggia della Vela. Prende il nome dall'alto scoglio di forma triangolare sul quale si arrampicano gli appassionati di tuffi.
- Spiaggia dei Sassi Bianchi. È l'ultima raggiungibile a piedi, essendo delimitata a sud da una rupe alta più di cinquecento metri che si immerge direttamente nel mare.
- Spiaggia dei Gabbiani. Dopo la spiaggia dei Sassi Bianchi, procedendo a verso sud, nella roccia a picco sul mare si aprono alcune piccole grotte di erosione marina dette "I Forni"; dopo questo tratto un'insenatura accoglie la spiaggia dei Gabbiani, raggiungibile solo a nuoto o in barca. La spiaggia è delimitata da un'altissima parete a strapiombo. Si è già usciti dal Comune di Ancona per entrare in quello di Sirolo.
- Cava Davanzali. Dopo la Spiaggia dei Gabbiani, un altro tratto di roccia a picco sul mare e poi la zona dell'antica cava di calcare, con interessanti strutture di archeologia industriale. Qui, sino agli anni Trenta, si apriva la Grotta degli Schiavi, lunga più di settanta metri, accessibile in barca e con una piccola spiaggia sul fondo, nella quale si trovava una sorgente d'acqua dolce.
- Spiaggia delle Due Sorelle. È la più celebre spiaggia della Riviera del Conero, che prende il nome dai due grandi faraglioni vicini e simili nell'aspetto. Si trova nella punta più orientale del Monte.

## Origini del nome
Il nome trae origine dalla baia, protetta dai venti e dai mari da nord e nord-ovest.

## Monumenti e luoghi d'interesse
Tre sono i monumenti di Portonovo: la chiesa di Santa Maria, la torre di Guardia e il Fortino napoleonico.
I luoghi panoramici da cui si può godere di una vista completa su tutta Portonovo sono due: uno nei pressi del bivio della Provinciale del Conero, da cui si ammira tutta la baia, la spiaggia di Mezzavalle, lo scoglio del Trave e il Monte dei Corvi; l'altro è lungo la strada di accesso alla località, nei pressi di una curva, e permette di osservare l'intera zona, con i due laghi, i tre monumenti e lo scoglio della Vela.

### Chiesa di Santa Maria di Portonovo

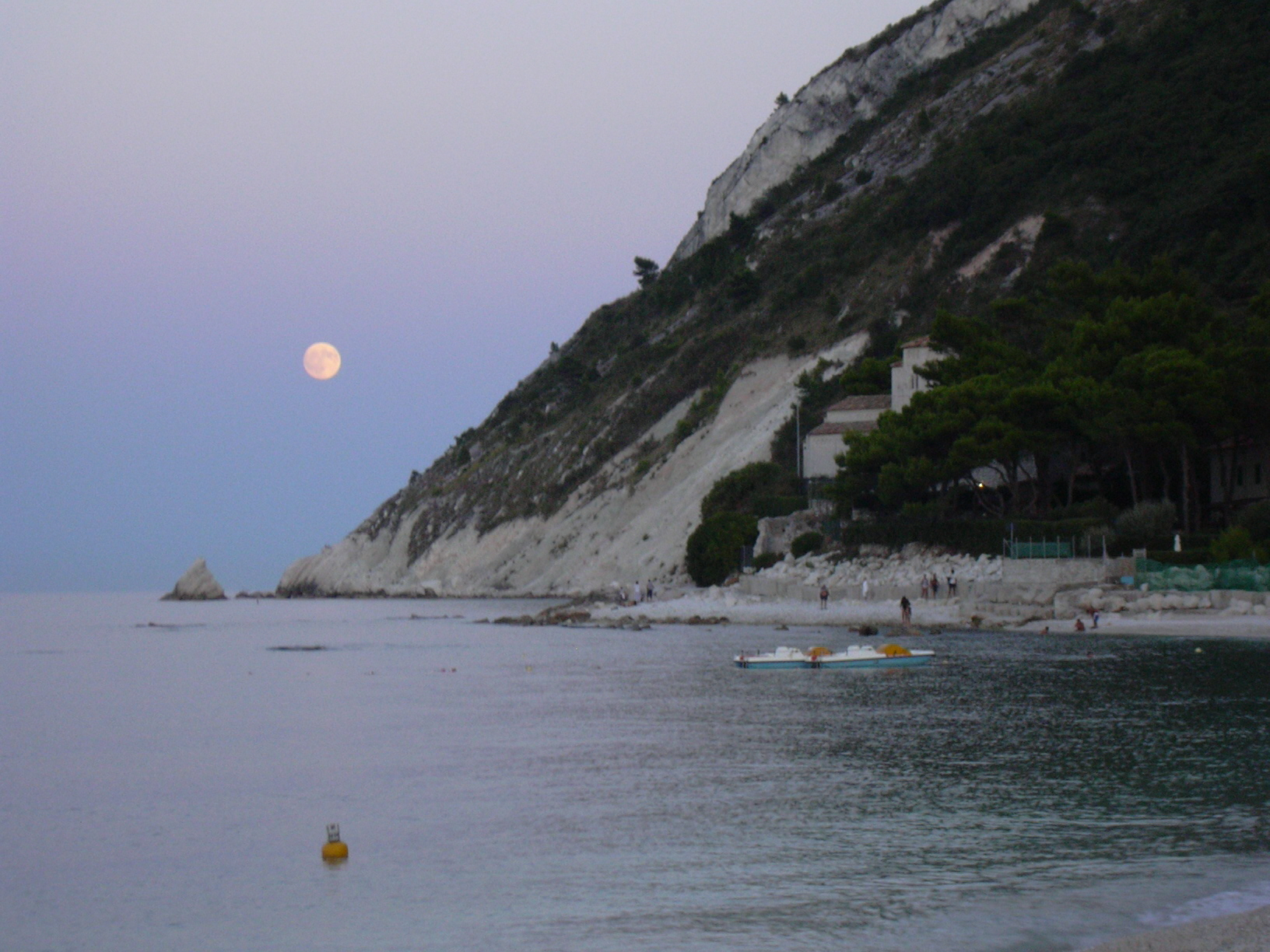
chiesa di S. Maria alla luce della luna

- La Chiesa di Santa Maria di Portonovo è un notevole esempio di arte romanica; fu costruita dai benedettini dopo il 1034. Sorge su un piccolo rialzo roccioso che si protende nel mare ed è lambita dal verde della macchia mediterranea. Nell'atrio della chiesa una lapide ricorda i versi del XXI canto del Paradiso dantesco:

e Pietro Peccator fu' ne la casa

di Nostra Donna in sul lito adriano.»
(Canto XXI, vv. 120-123)
Questi versi parlano del soggiorno di san Pier Damiani prima a Fonte Avellana (in quel loco) e poi in una chiesa dedicata a Maria (casa di Nostra Donna) posta sulla riva del mare Adriatico (in sul lito adriano) che, secondo alcuni, sarebbe da identificare nella chiesa e nel convento di Santa Maria di Portonovo; in questa chiesa Pier Damiani avrebbe assunto il nome di Pietro peccatore.
Alla chiesa di Portonovo e all'icona della Theotokos di Vladimir in essa conservata era molto legato il celebre regista russo Andrej Tarkovskij, che ne parla nei suoi diari.

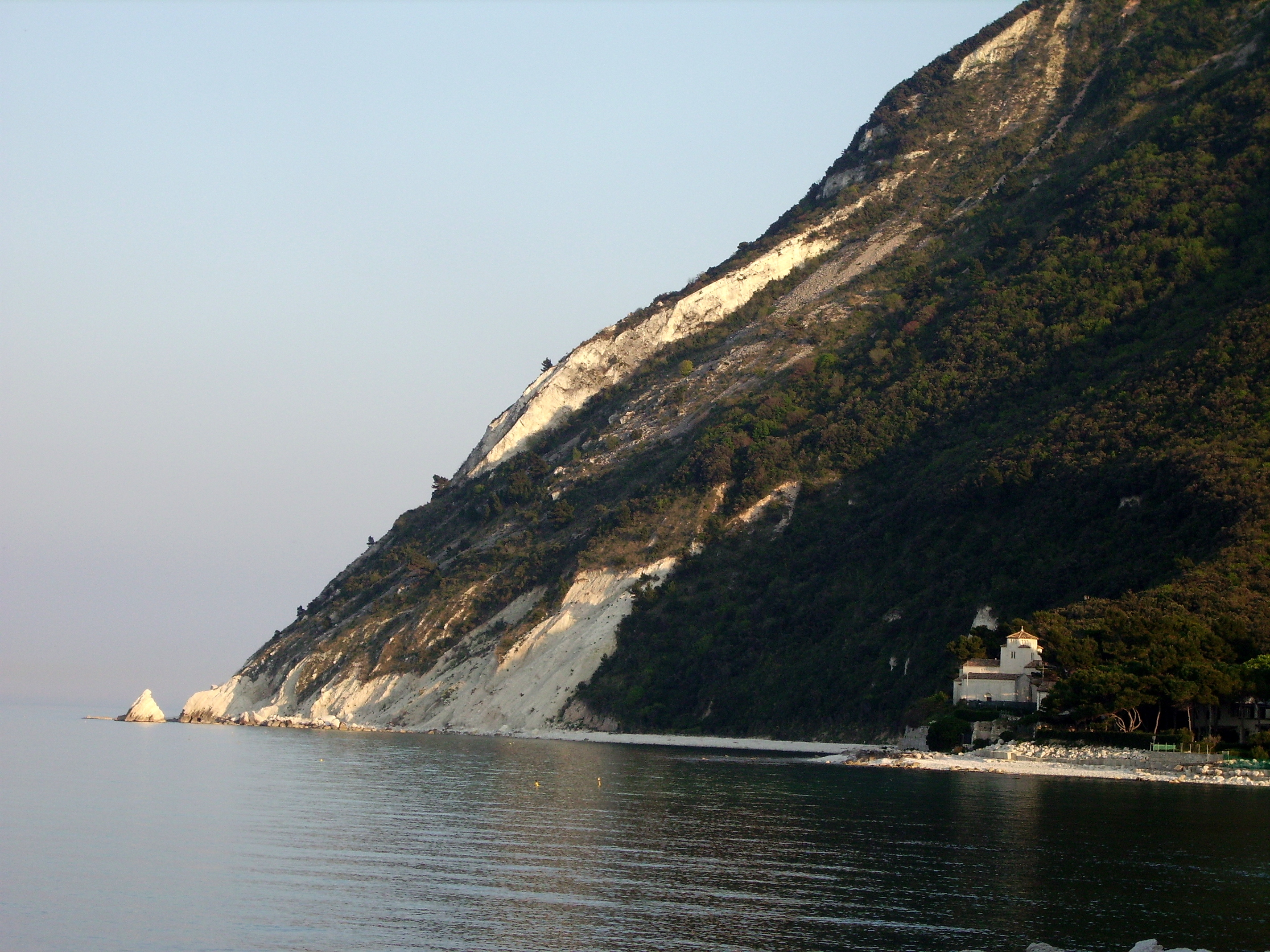
La chiesa, tra le pendici di monte Conero e la spiaggia
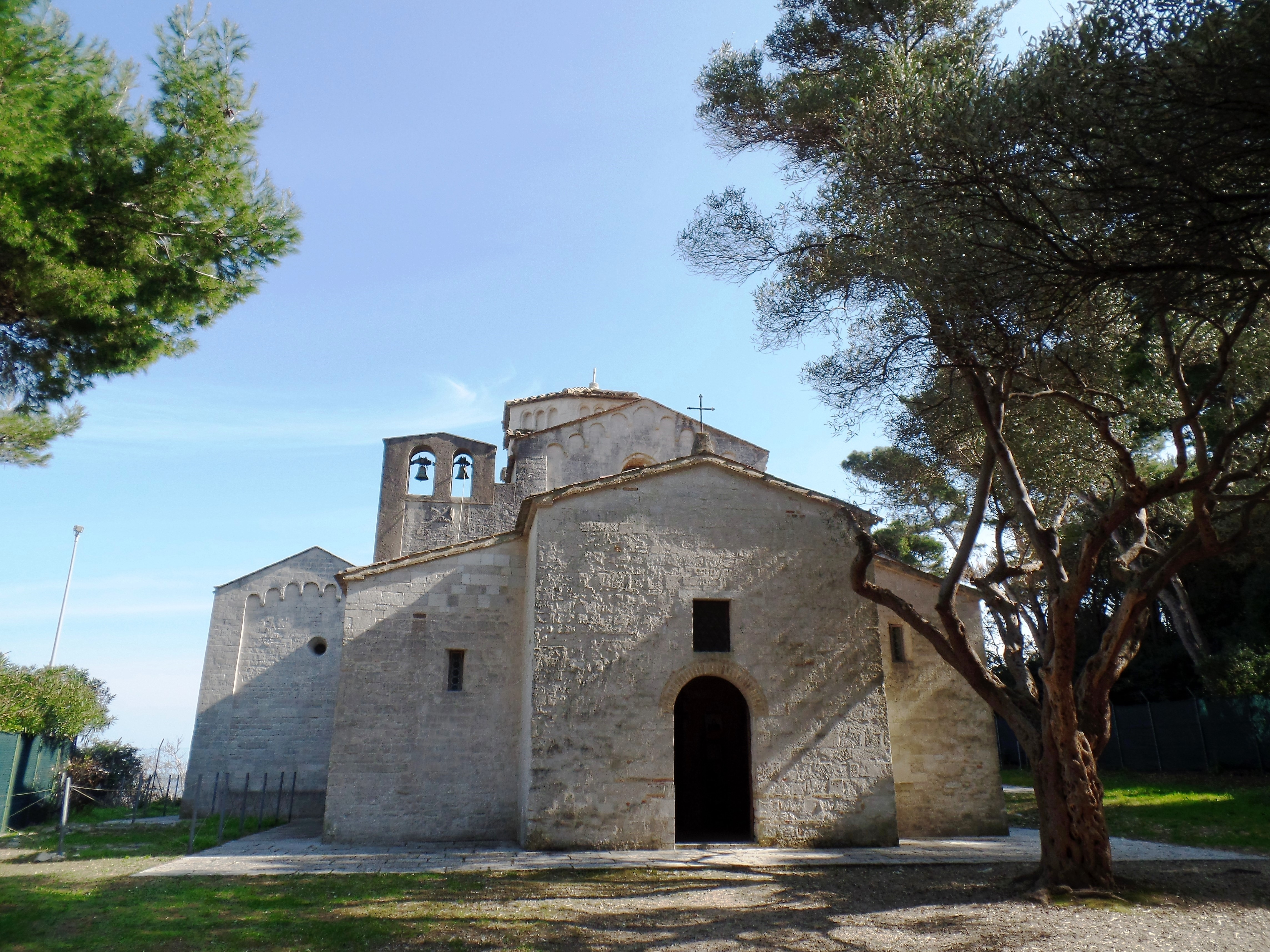
Prospetto frontale
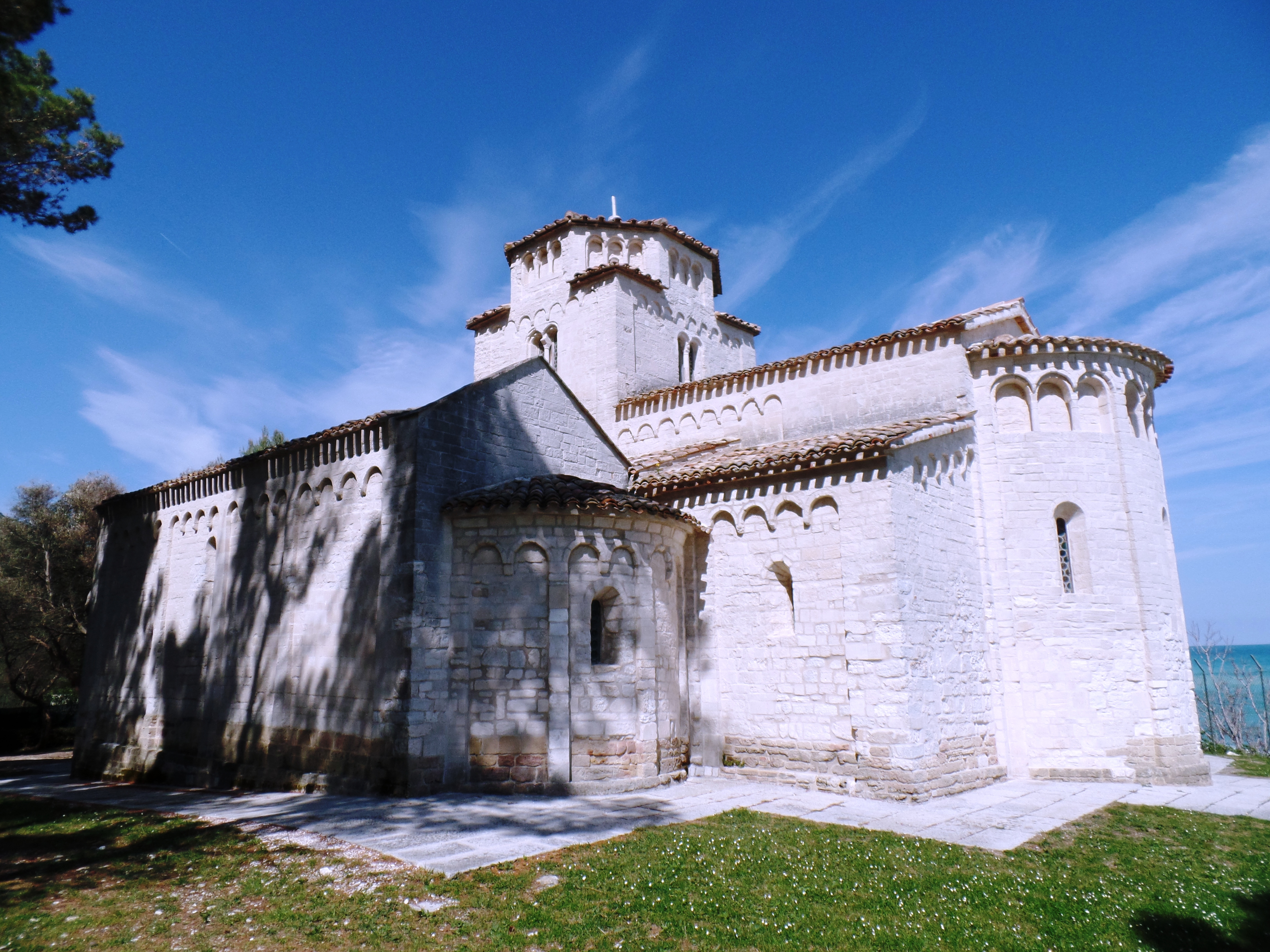
Prospetto laterale
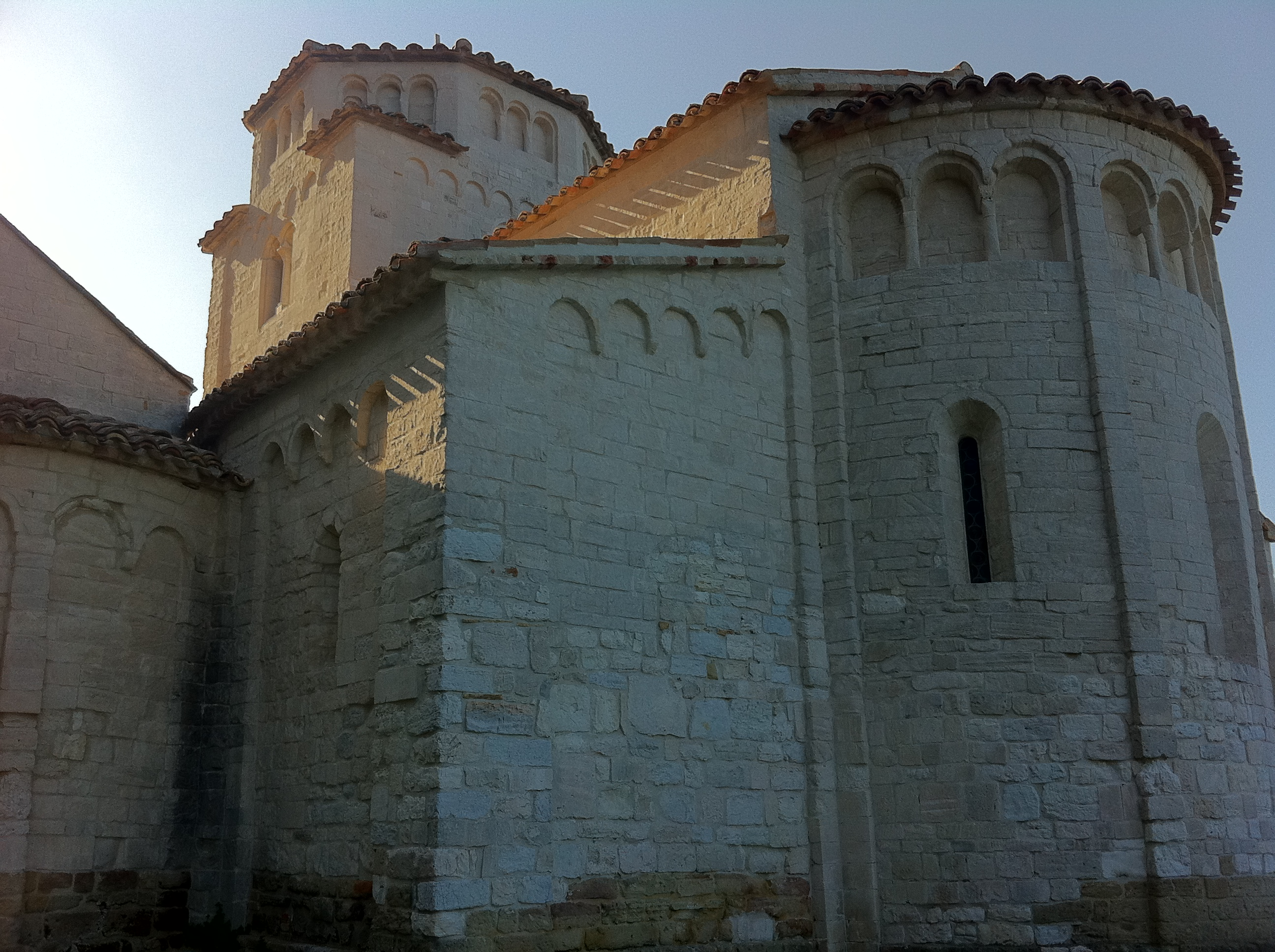
Prospetto posteriore
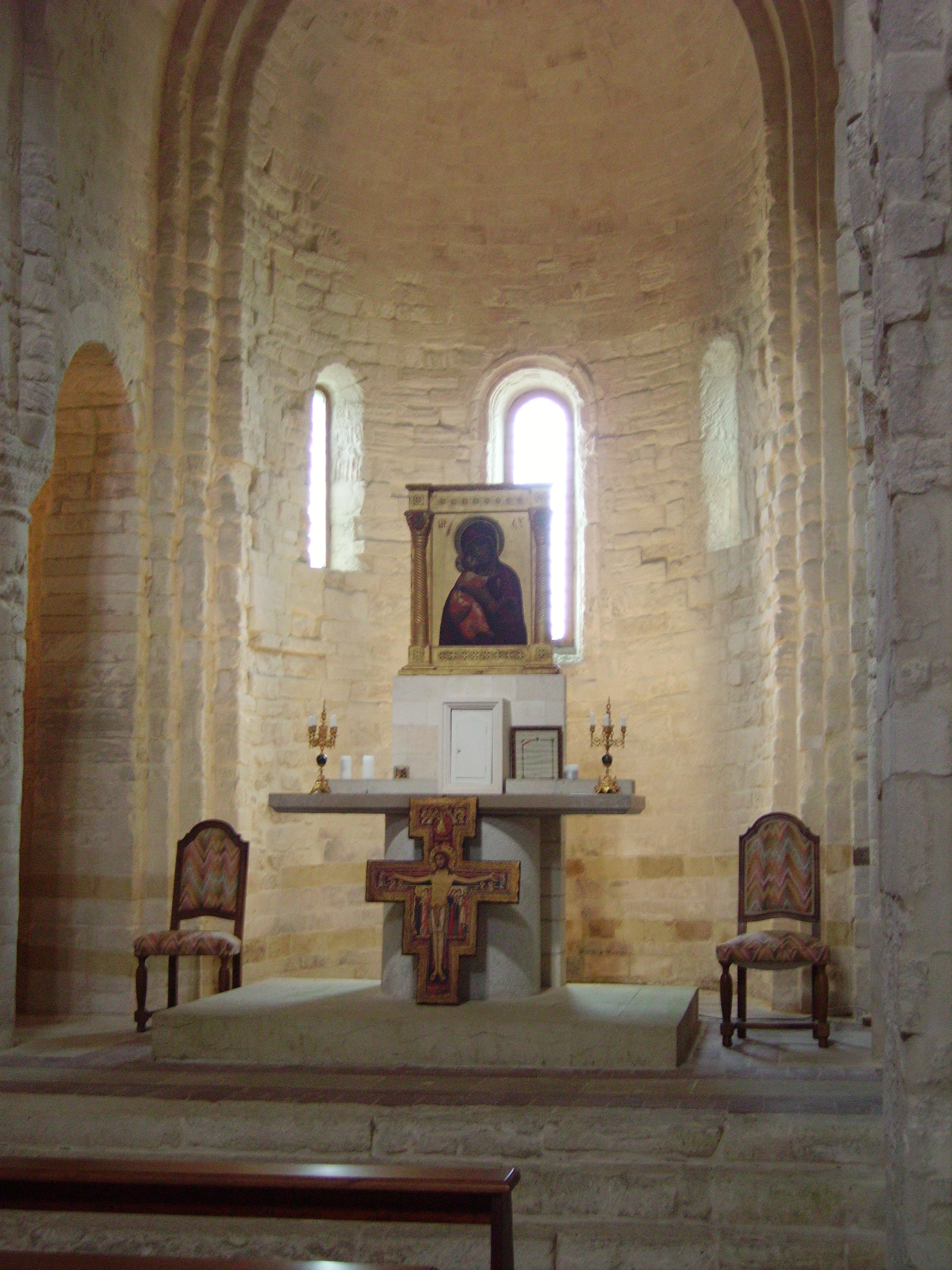
Altare maggiore
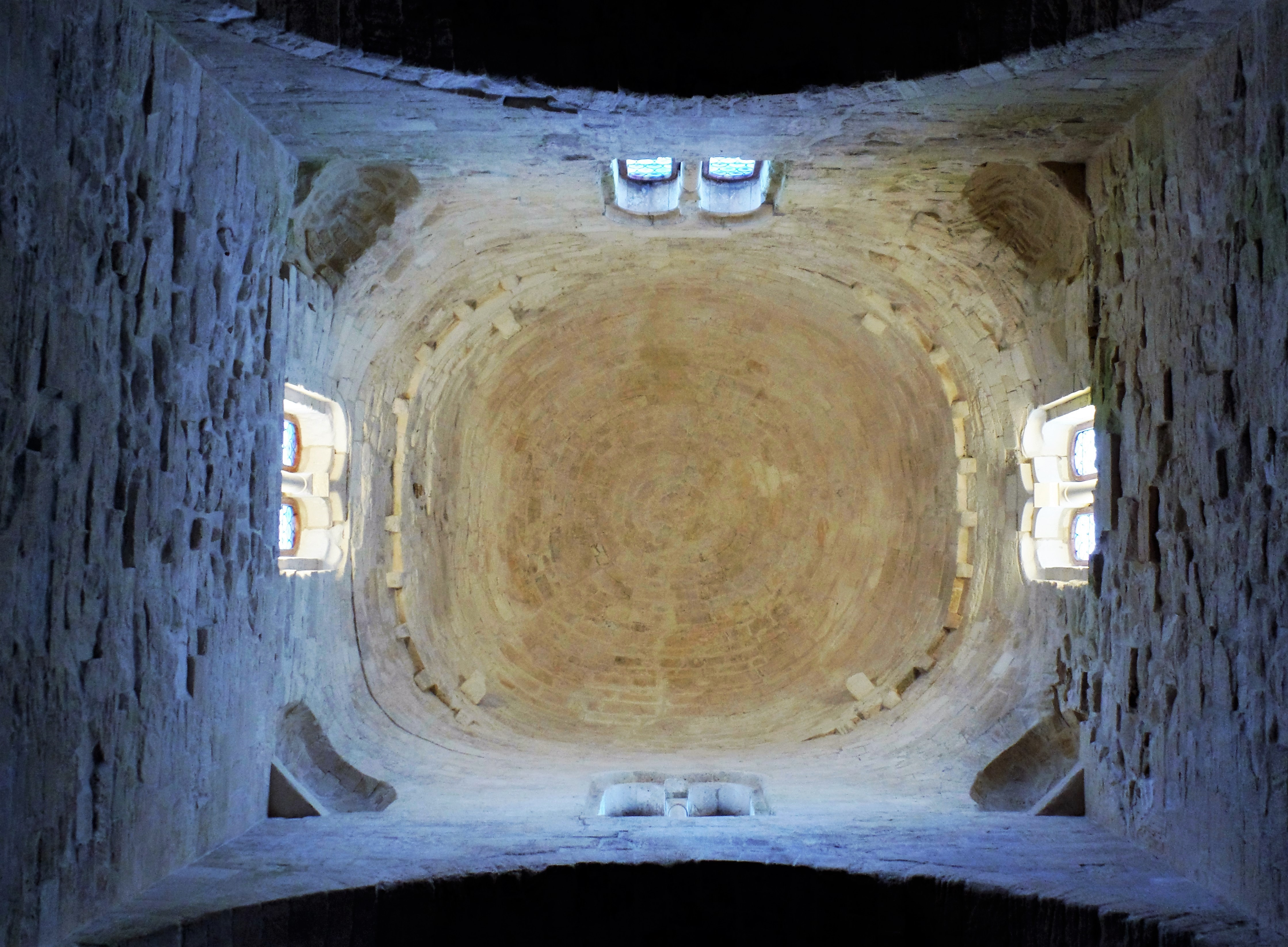
Interno della cupola
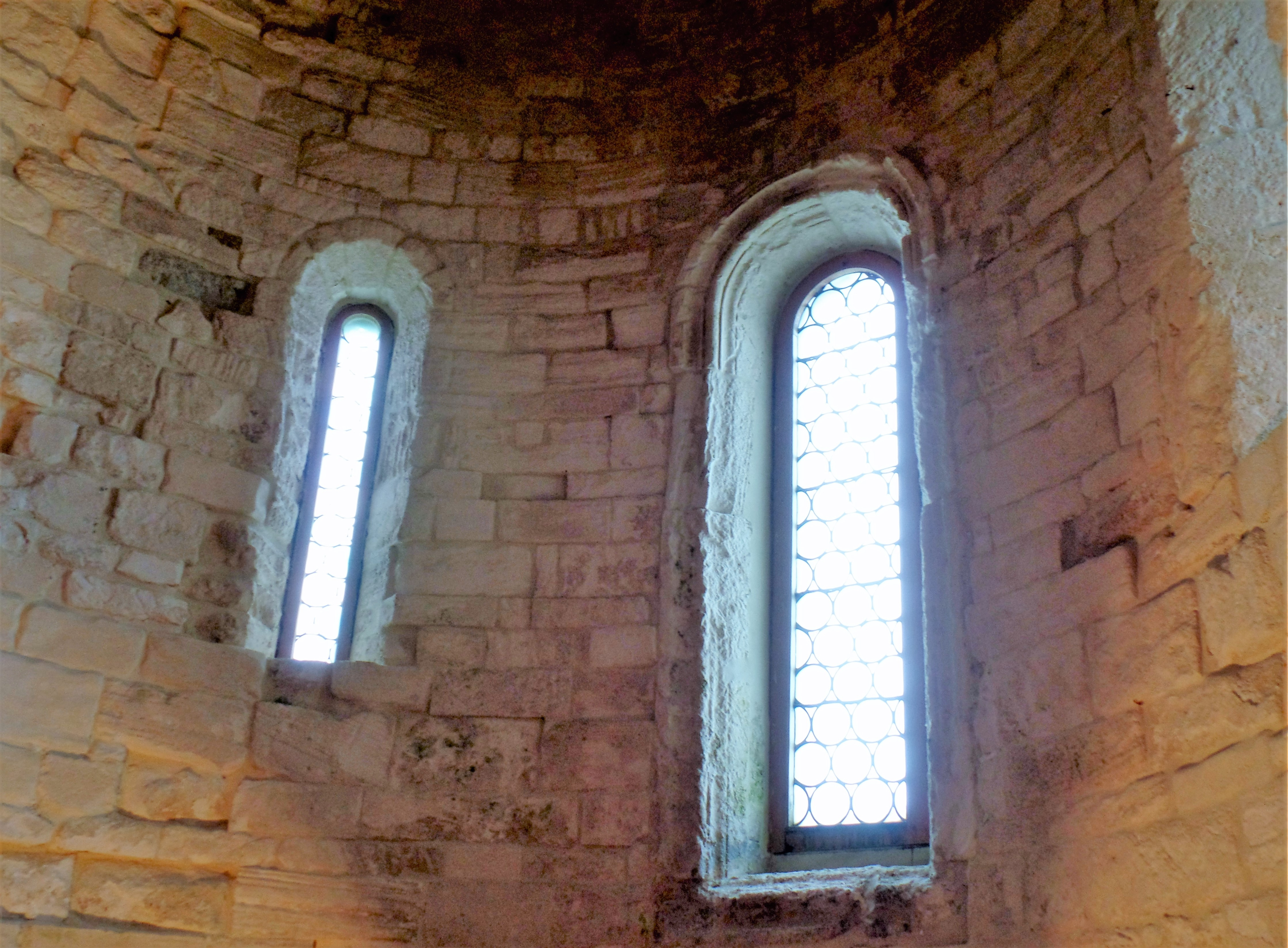
Monofore

### La Torre di Guardia

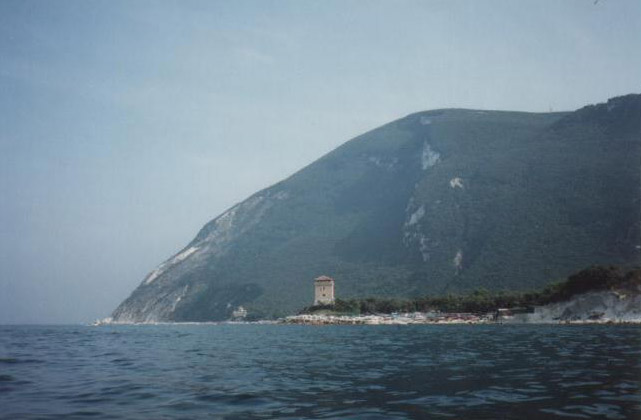
La Torre di Guardia vista dal mare

Chiamata anche Torre Clementina, fu fatta costruire nel 1716 da papa Clemente XI, per contrastare le scorribande dei pirati. Eretta in posizione avanzata per sfruttare appieno il "gomito" naturale del Conero, dall'alto di essa i soldati riuscivano a sorvegliare un ampio tratto di costa. Dopo l'Unità d'Italia la torre fu acquistata dal poeta e imprenditore Adolfo De Bosis; divenne con gli anni un luogo di ritiro di poeti, ospitando anche il martire della libertà Lauro de Bosis, ultimo dei sette figli di Adolfo, e il vate Gabriele D'Annunzio, coetaneo e grande amico di Adolfo. La Torre di Guardia di Portonovo, nota anche come Torre de Bosis, è tuttora di proprietà degli eredi della sua famiglia.

### Il Fortino Napoleonico

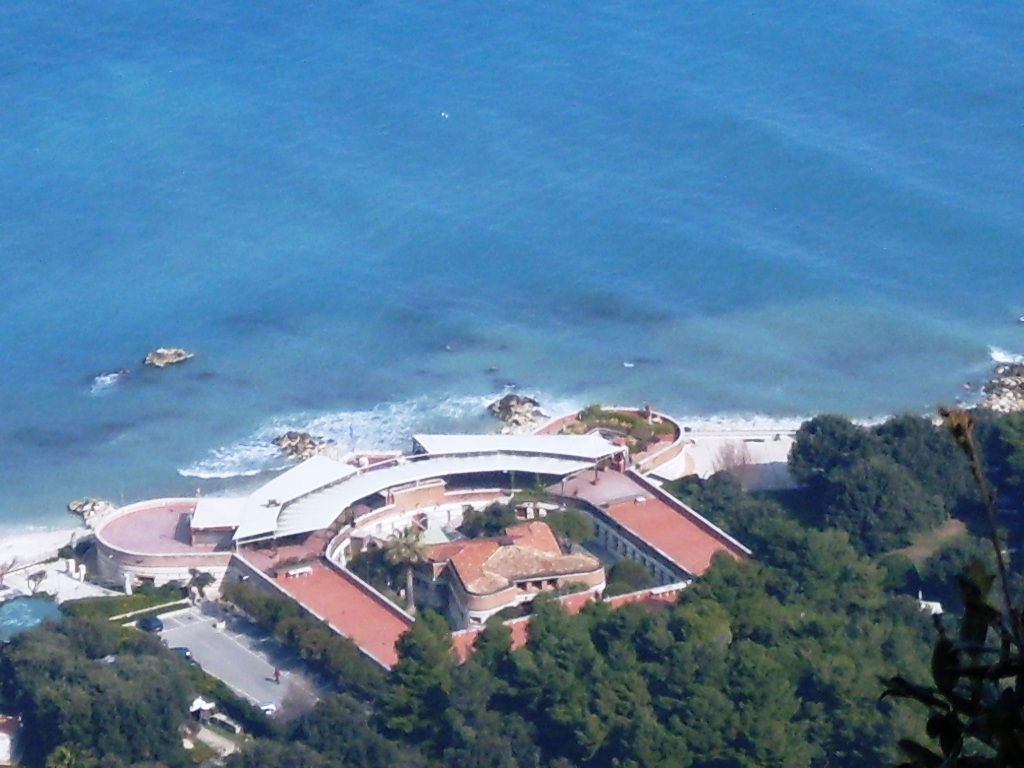
Fortino Napoleonico dall'alto

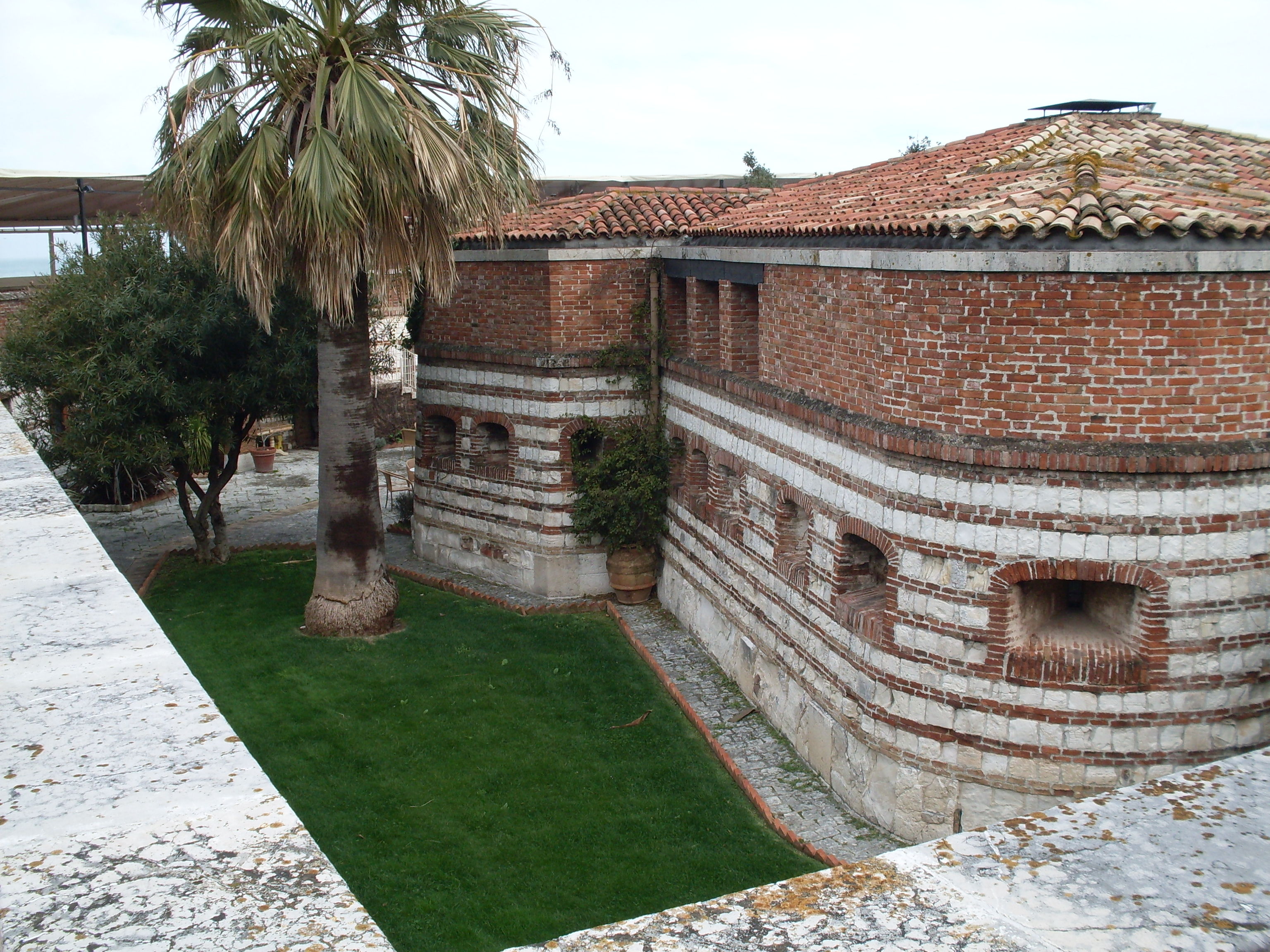
Fortino Napoleonico

Fu costruito nel 1810, durante il Regno d'Italia di Napoleone, con l'intento di impedire lo sbarco di navi appartenenti alla flotta inglese, attratte dalla possibilità di rifornirsi di acqua potabile attingendo alla Fonte di Portonovo. A memento di ciò, ogni anno viene organizzata una rievocazione storica denominata Porto Nuovo 1811. Il fortino venne costruito per ordine del viceré d'Italia, il generale Eugène de Beauharnais; il progetto della fortificazione si ispira alle costruzioni dell'architetto Francesco di Giorgio Martini. Per la sua costruzione, si pensa, siano state usate anche le pietre dell'ormai distrutto monastero benedettino.
Nel 1860, dopo la battaglia di Castelfidardo e l'entrata delle Marche nel Regno d'Italia, venne meno la funzione militare del fortino e l'edificio cadde in rovina. Negli anni sessanta un ottimo restauro lo ha riportato al suo splendore originale ed ora ospita un albergo.

## Cultura

### Festa della Madonna del mare
Nel giorno di Ferragosto, gli abitanti della frazione del Poggio festeggiano la "Madonna del mare", di cui Portonovo è una contrada, organizzano una processione su imbarcazioni in onore delle vittime del mare, fino a raggiungere la chiesa di Santa Maria di Portonovo, dove si svolge la funzione religiosa.

### Rievocazione storica dello scontro armato del 1811
La locale associazione di rievocazione storica Comitato promotore Portonuovo 1811 effettua periodicamente la rievocazione storica nella spiaggia antistante il Fortino napoleonico di uno scontro avvenuto nella baia nel 1811 tra i soldati italo-francesi del Regno Italico, aiutati da corsari locali e unità navali e marines inglesi.

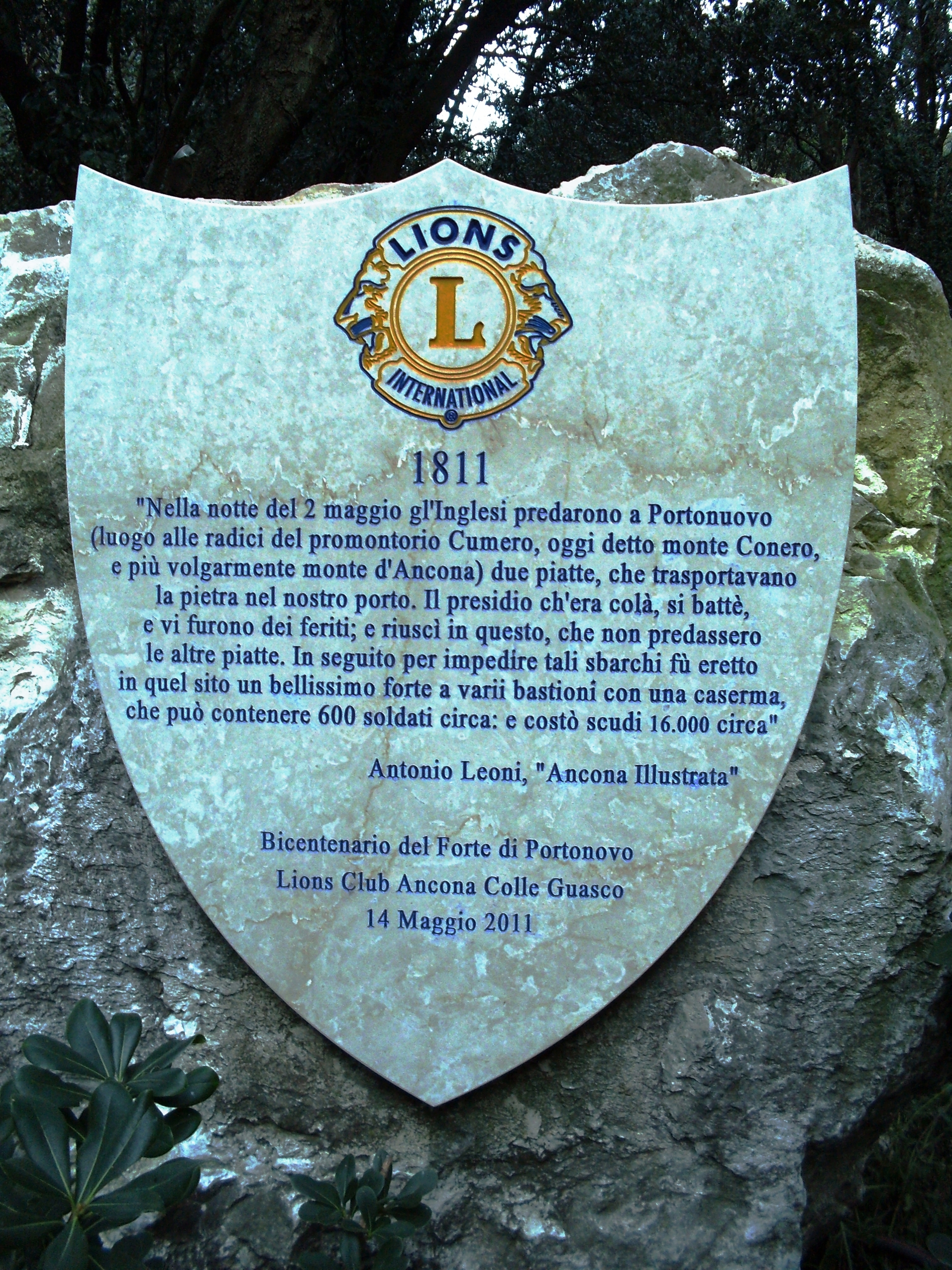
Portonovo, targa in ricordo dello scontro nel 1811
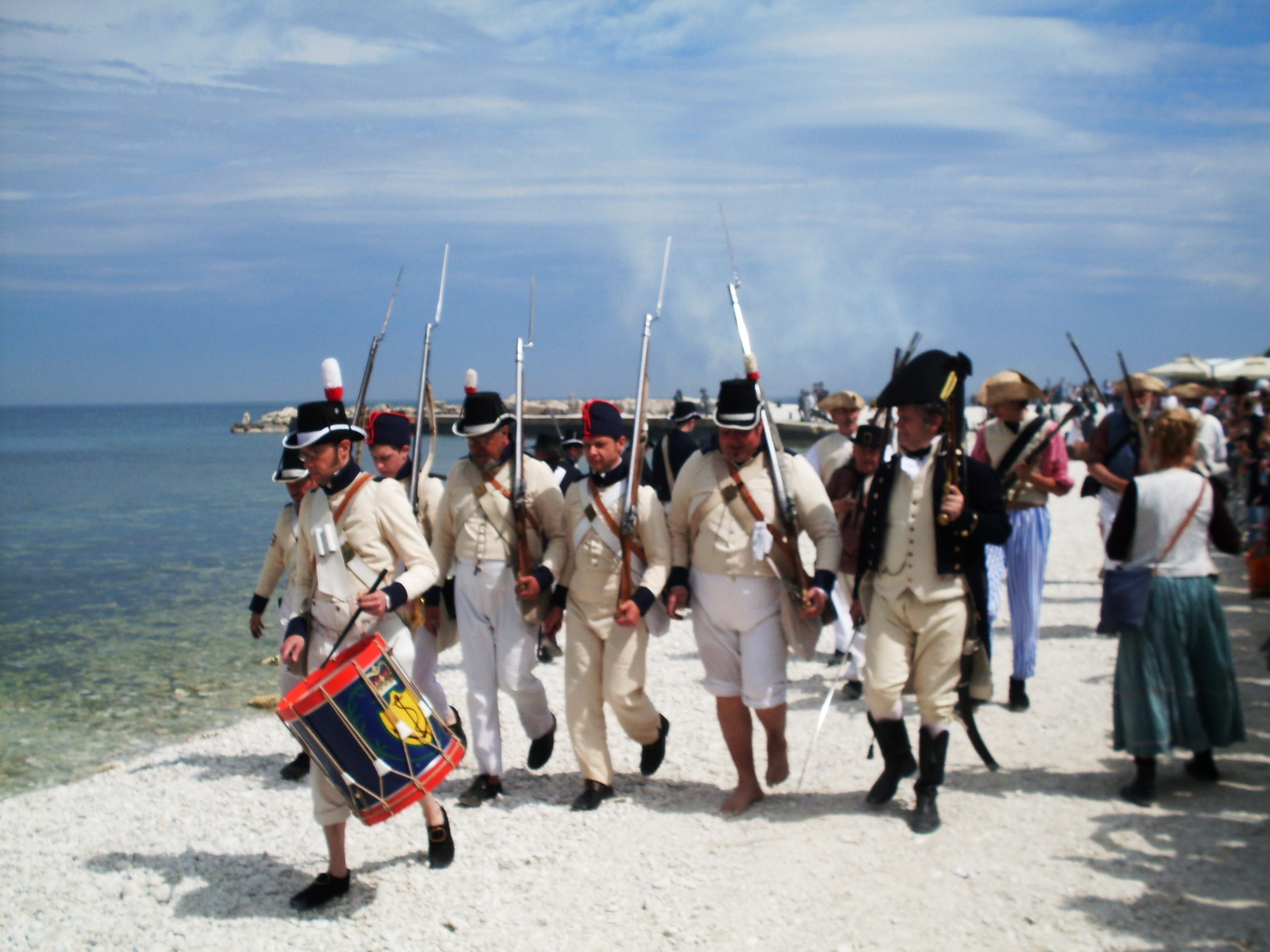
Portonovo, rievocazione 1811-2011: soldati inglesi
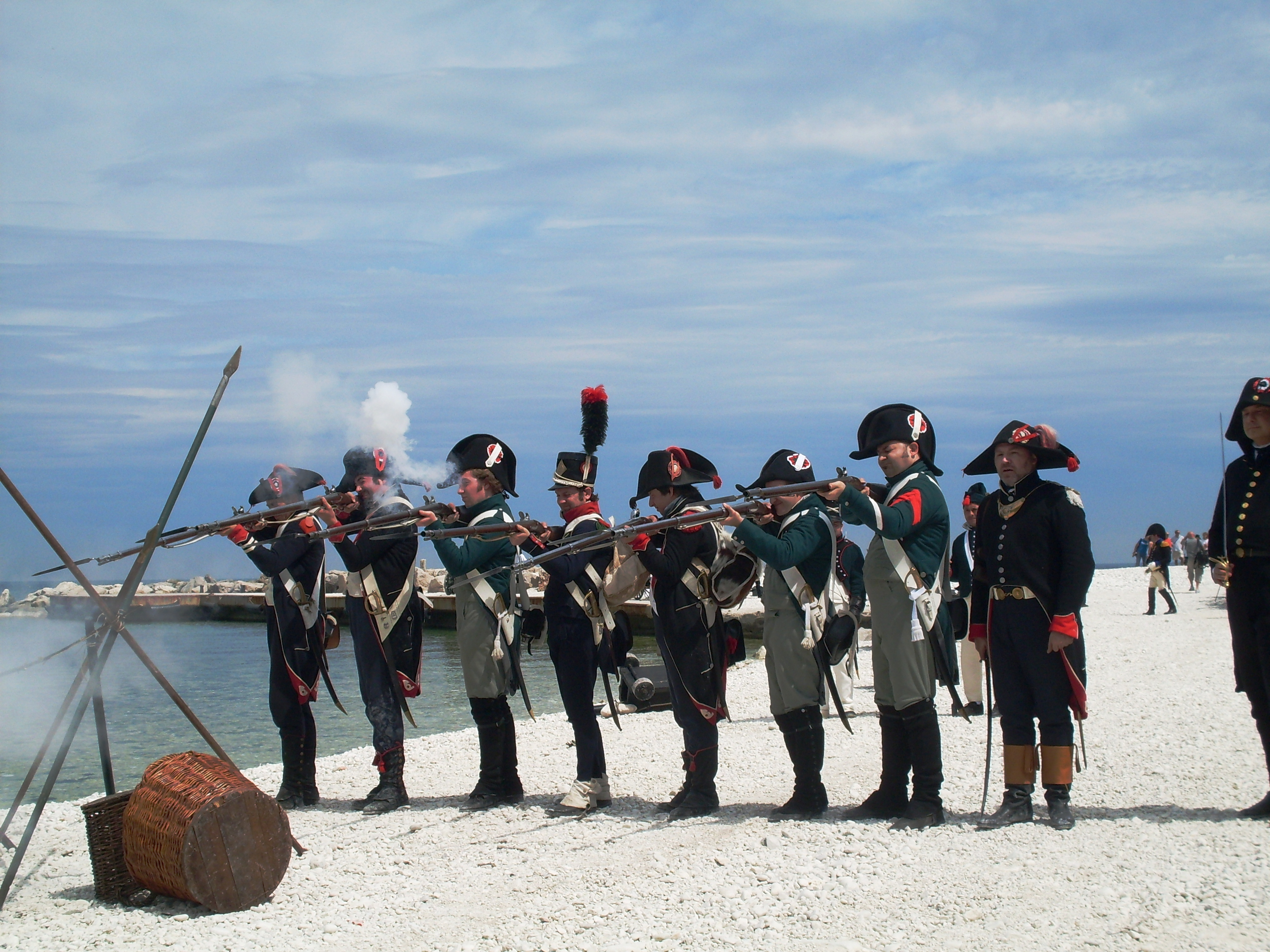
Portonovo, rievocazione 1811-2011: soldati italo-francesi
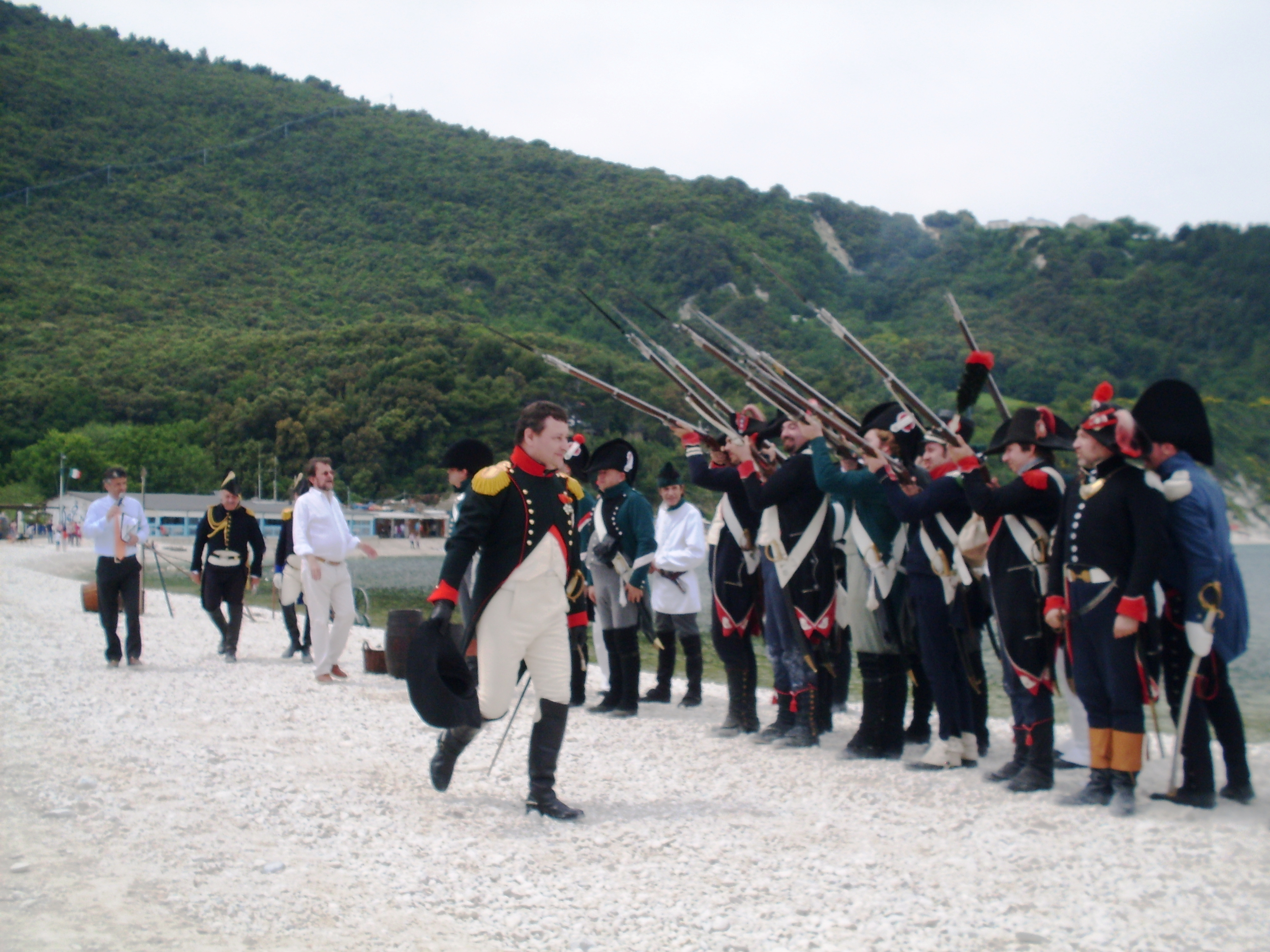
Portonovo, rievocazione storica 1811-2011

## Economia

### Pesca
Molto attiva è la pesca di un frutto di mare di pregio, il mósciolo selvatico di Portonovo; mosciolo è il nome locale del mitilo. La pesca è praticata dagli abitanti del Poggio, entro il cui territorio ricade Portonovo.
Il mósciolo selvatico di Portonovo è un Presidio Slow Food e cresce tra la spiaggia del Passetto di Ancona e la spiaggia dei Sassi Neri di Sirolo ed è considerato anche un presidio di bio-sociodiversità dal Comune e dalla Provincia di Ancona. Il guscio del mósciolo è caratterizzato da uno spesso strato di concrezioni ed oggetto non solo di pesca professionale, ma è molto comune la pesca amatoriale; è tradizione della zona raccoglierlo sul fondale "facendo i fiati", ovvero in apnea. Il sapore del mósciolo è più intenso di quello dei mitili d'allevamento.

### Turismo
Per quello che riguarda il turismo, Portonovo può contare sulla presenza di diverse strutture ricettive, come alberghi, ristoranti, campeggi e stabilimenti balneari. La presenza di turisti stranieri non risulta comunque massiccia, in quanto la spiaggia è frequentata perlopiù da anconetani.
Sono almeno 450.000 i turisti che ogni estate si recano nelle spiagge di Portonovo: quella del Molo, della Torre, dei Mutilatini, della Capannina.